# Elia (ärkebiskop)
Elia (civilt namn: Matti Veli Juhani Wallgrén), född 8 december 1961, är den Finsk-ortodoxa kyrkans ärkebiskop från och med 1 december 2024. Elia har varit metropolit i Uleåborg (2015-2024).